# Alois Lipburger
Alois Lipburger, född 27 augusti 1956 i Andelsbuch i Vorarlberg, död 4 februari 2001 nära Füssen, var en österrikisk backhoppare, lärare och backhoppstränare.

## Karriär
Alois Lipburger studerade vid skidgymnasiet i Stams som en del av österrikiska rekryteringslaget med bland andra Karl Schnabl, Toni Innauer, Willi Pürstl, Rupert Gürtler och Alfred Pungg och blev en del av det österrikiska Dream Team under ledning av professor Baldur Preiml.
Lipburger debuterade internationellt i tysk-österrikiska backhopparveckan i Oberstdorf 29 december 1974 och slutade som nummer 41 i tävlingen. Hans bästa placering första säsongen i backhopparveckan var en åttonde plats i tävlingen i Große Olympiaschanze i Garmisch-Partenkirchen. (Österrike vann en trippel i backhopparveckan 1974/1975 med Willi Pürstl, Edi Federer och Karl Schnabl.) 
Höjdpunkten i Lipburgers backhopparkarriär kom i Skid-VM 1978 i Lahtis i Finland. Där vann han en silvermedalj i en mycket jämn tävling. Lipburger var endast 0,3 poäng efter hemmahoppet Tapio Räisänen och 0,5 poäng före bronsvinnaren Falko Weisspflog från DDR.
Alois Lipburger deltog i de två första säsongerna i världscupen. I säsongen 1979/1980 blev han nummer 17 sammanlagt. I säsongen 1980/1981 vann han två deltävlingar i världscupen, båda i skidflygningsbacken i Ironwood i USA. Han blev nummer 11 totalt.
Lipburger avslutade sin backhoppningskarriär 1981.

## Senare karriär
Efter avslutad idrottskarriär studerade Lipburger sport, filosofi och psykologi vid universitetet i Innsbruck. Han var sedan verksam vid skidgymnasiet i Stams och blev tränare för det österrikiska landslaget i nordisk kombination. Från säsongen 1985/1986 var han tränare för det franska backhoppningslandslaget. Han blev huvudtränare för det österrikiska landslaget i backhoppning från säsongen 1999/2000 till sin död 2001.
Alois Lipburger omkom i en trafikolycka 4 februari 2001. Martin Höllwarth körde med passagerarna Lipburger och Andreas Widhölzl tillbaks till Österrike från en världscuptävling i tyska Willingen då bilen nära Füssen skled ur vägbanan och landade på taket. Lipburger omkom medan Höllwarth och Widhölzl fick lättare skador.